# Munnur
Munnur là một thị trấn thống kê (census town) của quận Dakshina Kannada thuộc bang Karnataka, Ấn Độ.

## Nhân khẩu
Theo điều tra dân số năm 2001 của Ấn Độ, Munnur có dân số 8035 người. Phái nam chiếm 48% tổng số dân và phái nữ chiếm 52%. Munnur có tỷ lệ 77% biết đọc biết viết, cao hơn tỷ lệ trung bình toàn quốc là 59,5%: tỷ lệ cho phái nam là 82%, và tỷ lệ cho phái nữ là 73%. Tại Munnur, 12% dân số nhỏ hơn 6 tuổi.